# No Kunda
No Kunda (Namensvarianten: No Kunda Fula und Chamaya) ist eine Ortschaft im westafrikanischen Staat Gambia.
Nach einer Berechnung für das Jahr 2013 leben dort etwa 1791 Einwohner, das Ergebnis der letzten veröffentlichten Volkszählung von 1993 betrug 1924.

## Geographie
No Kunda liegt in der North Bank Region im Distrikt Upper Baddibu. Der Ort liegt an der North Bank Road zwischen Nja Kunda und Illiassa.